# Justin O’Byrne

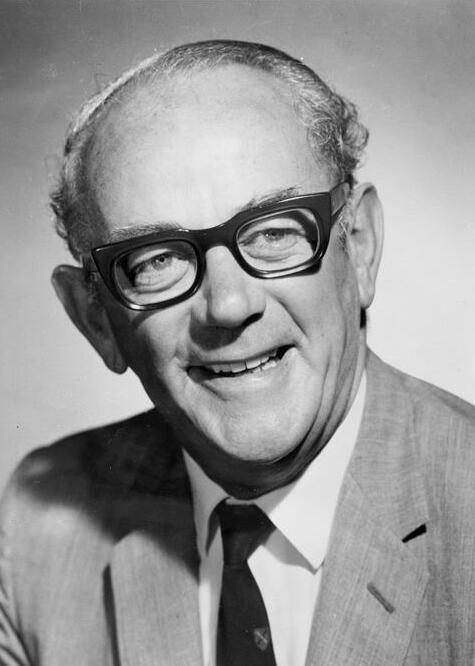
Justin O’Byrne (1970).

Hon. Justin Hilary O’Byrne, AO (* 1. Juni 1912 in Launceston, Tasmanien; † 10. November 1993 in Sydney) war ein australischer Politiker der Australian Labor Party (ALP), der unter anderem von 1947 bis 1981 Bundessenator für Tasmanien sowie zwischen 1974 und 1975 Präsident des australischen Senats war.

## Leben
Justin Hilary O’Byrne war als Viehzüchter, Arbeiter in einer Textilfabrik, Chemielaborant, Stationsaufseher und Buchhalter tätig und wurde nach Beginn des Zweiten Weltkrieges am 23. Juni 1940 zum Kriegsdienst in der Royal Australian Air Force (RAAF) eingezogen und wurde 1941 zunächst zum Leutnant (Pilot Officer) und zum Oberleutnant (Flying Officer) befördert. Als Angehöriger der No. 452 Squadron RAAF wurde er 1941 über Frankreich abgeschossen, woraufhin er sich bis zum 9. September 1945 dreieinhalb Jahre in Kriegsgefangenschaft im Stalag Luft III in Deutschland befand. Er wurde zuletzt zum Hauptmann (Flight Lieutenant) befördert und schied am 1. Februar 1946 aus dem Militärdienst. Nach seiner Rückkehr war er als Beamter im Ministerium für Wiederaufbau nach dem Krieg tätig.
Zugleich begann Justin O’Byrne sein politisches Engagement für die Australian Labor Party (ALP) und war zwischen 1946 und 1978 Delegierter auf den Parteitagen der ALP Tasmanien sowie 1953 und erneut von 1969 bis 1978 Delegierter auf den nationalen Parteitagen der ALP. Am 1. Juli 1947 wurde er für die Australian Labor Party als Nachfolger von Burford Sampson von der Liberal Party of Australia erstmals Bundessenator für Tasmanien und gehörte diesem nach seinen Wiederwahlen 1951, 1953, 1958, 1964, 1970, 1974 und 1975 bis zum 30. Juni 1981, woraufhin sein Parteifreund John Coates neuer Bundessenator wurde. Während seiner langjährigen Senatszugehörigkeit fungierte er vom 27. Oktober 1949 bis zum 2. November 1961 kommissarischer Vorsitzender der Ausschüsse sowie vom 10. August 1954 bis 4. November 1955 und erneut zwischen dem 29. Januar 1957 und dem 2. November 1961 stellvertretender Vorsitzender des Gemeinsamen Ausschusses für öffentliche Arbeiten.
Nachdem O’Byrne zwischen dem 19. Februar 1962 und dem 5. Dezember 1972 Parlamentarischer Geschäftsführer der oppositionellen ALP-Fraktion (Opposition Whip) war, fungierte er nach dem Wahlsieg seiner Partei vom 18. Dezember 1972 bis zum 11. April 1974 als Parlamentarischer Geschäftsführer der Regierungsfraktion im Senat (Government Whip). Zugleich war er von 1972 bis 1978 Mitglied des Nationalvorstands der Australian Labor Party sowie zwischen 1973 und 1974 Schatzmeister des Nationalvorstands der ALP.
Als Nachfolger von Magnus Cormack übernahm V am 9. Juli 1974 das Amt als Präsident des australischen Senats und bekleidete dieses bis zum 11. November 1975, woraufhin Condor Laucke am 9. Juli 1974 neuer Senatspräsident wurde. Zugleich war er vom 23. Juli 1974 bis zum 11. November 1975 kraft Amtes Vorsitzender des Ständigen Hauptausschusses sowie der Ständigen Senatsausschüsse für Geschäftsordnung und für die Parlamentsbibliothek sowie weiterhin zwischen dem 30. September und dem 11. November 1975 Vorsitzender des Gemeinsamen Sonderausschusses für das Parlamentsgebäude (Parliament House). Am 31. Oktober 1978 wurde ihm der Ehrentitel „The Honourable“ auf Lebenszeit verliehen. Darüber hinaus wurde er am 26. Januar 1984 zum Officer des Order of Australia (AO) ernannt. Er war Großonkel der Politikerin Michelle O'Byrne (* 1968), die Mitglied des Australischen Repräsentantenhauses war sowie Mitglied und seit 2024 Sprecherin des Tasmanian House of Assembly ist, und des Politikers David O’Byrne (* 1969), der ebenfalls Mitglied des Tasmanian House of Assembly ist.